# Frank Philip Bowden
Frank Philip Bowden, avstralski fizik, * 2. maj 1903, † 3. september 1968.

## Nagrade
- Rumfordova medalja
- Medalja Elliotta Cressona